# IV ранг (Табель про ранги )

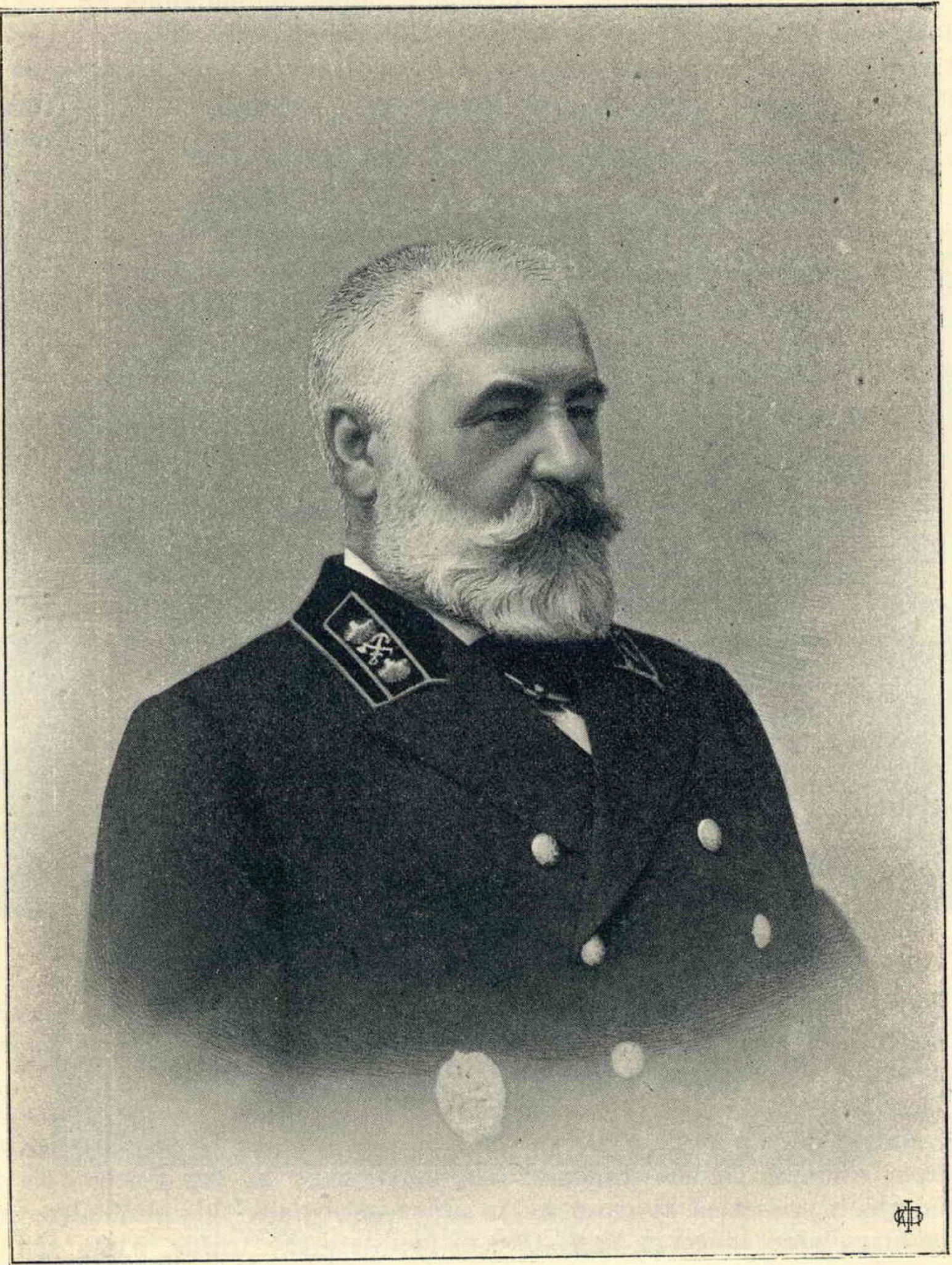
Дійсний статський радник МШС В’яземський О. П., конструктор Уссурійської залізниці.1900 рік. Відзнаки чину на петлицях.

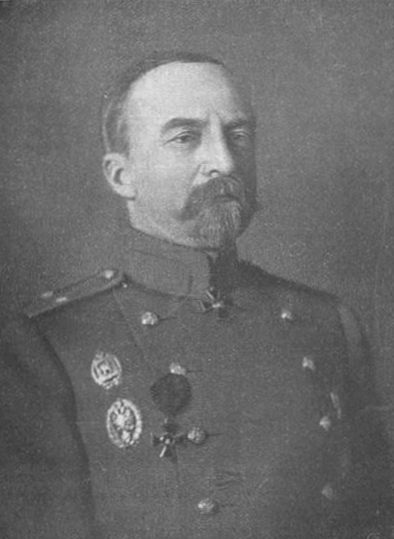
Генерал-майор Буковський О.П. Відзнаки чину на погонах

IV ранг — в Російській імперії один з 14 класів (рангів), на які було поділено Табель про ранги. Носії чинів цього рангу займали високі посади у адміністрації імперії. Це найнижчий ранг військових генеральських та адміральських чинів.
Нижчий ранг, який давав право на спадкове шляхетство для цивільних чинів згідно з указом від 9 грудня 1856 року. 

Для кожної групи рангів було присвоєно своє специфічне звернення. Для III—IV рангів були свої звернення «Ваша достойносте» («Ваша вельможність»).
Згідно з більшовицьким декретом від 10 (23) листопада 1917 про знищення станів і чинів дія Табелі про ранги було скасовано.
У зв'язку з тим що табель було поділено на цивільні, військові та придворні чини, то склалося співвідношення чинів які відносилися до цього  рангу.

## Цивільні чини
Таємний радник (до 1724). Особи, що його мали, обіймали вищі державні посади, наприклад, міністр чи його заступник (товариш), керівник департаменту, сенатор, академіки Академії Наук.
Дійсний статський радник (з 1724). Особи, що мали даний чин, зазвичай обіймали високі посади, як то: директор департаменту, губернатор, градоначальник.

## Військові чини
Генерал-майор
Генерал від фортифікації (1741–1796)
Обер-штер-кригскомісар з постачання  (до 1884)
Контр-адмірал
Шаутбенахт (1722–1740)

### Гвардія
У XVIII столітті гвардійські офіцери, мали чини, такі ж як і звичайні армійські офіцери, але їх ранг був значно вище від армійських колег. Цей стан зберігався до 1798 року, коли гвардійці було порівняні в рангах з армійцями. 
Підполковник гвардії  у 1748 – 1798  роках відносився до IV рангу (рівнявся до чину армійського генерал-майора), але з 1798 року цей чин було знижено до VII рангу, що зрівняло його з підполковниками інших частин.
Чини гвардії носили знаки розрізнення (горжети, шарфи) відповідно до чину.

## Придворні чини
Камергер  (з 1737 до 1809)

## Знаки розрізнення (на 1917 рік)
В Російській імперії використовувалися знаки розрізнення і для військових, і для цивільних чинів. Для цивільного чину (дійсний статський радник) відповідні були дві п’ятипроменеві зірки (з сяйвом) на петлиці чи погоні.
Військові чини (генерал-майор) мали дві п’ятипроменеві зірки на погонах з генеральським зигзагом чи еполетах. Контр-адмірали мали на погоні з зигзагом за знаки розрізнення чорного орла.